# Elecciones en México

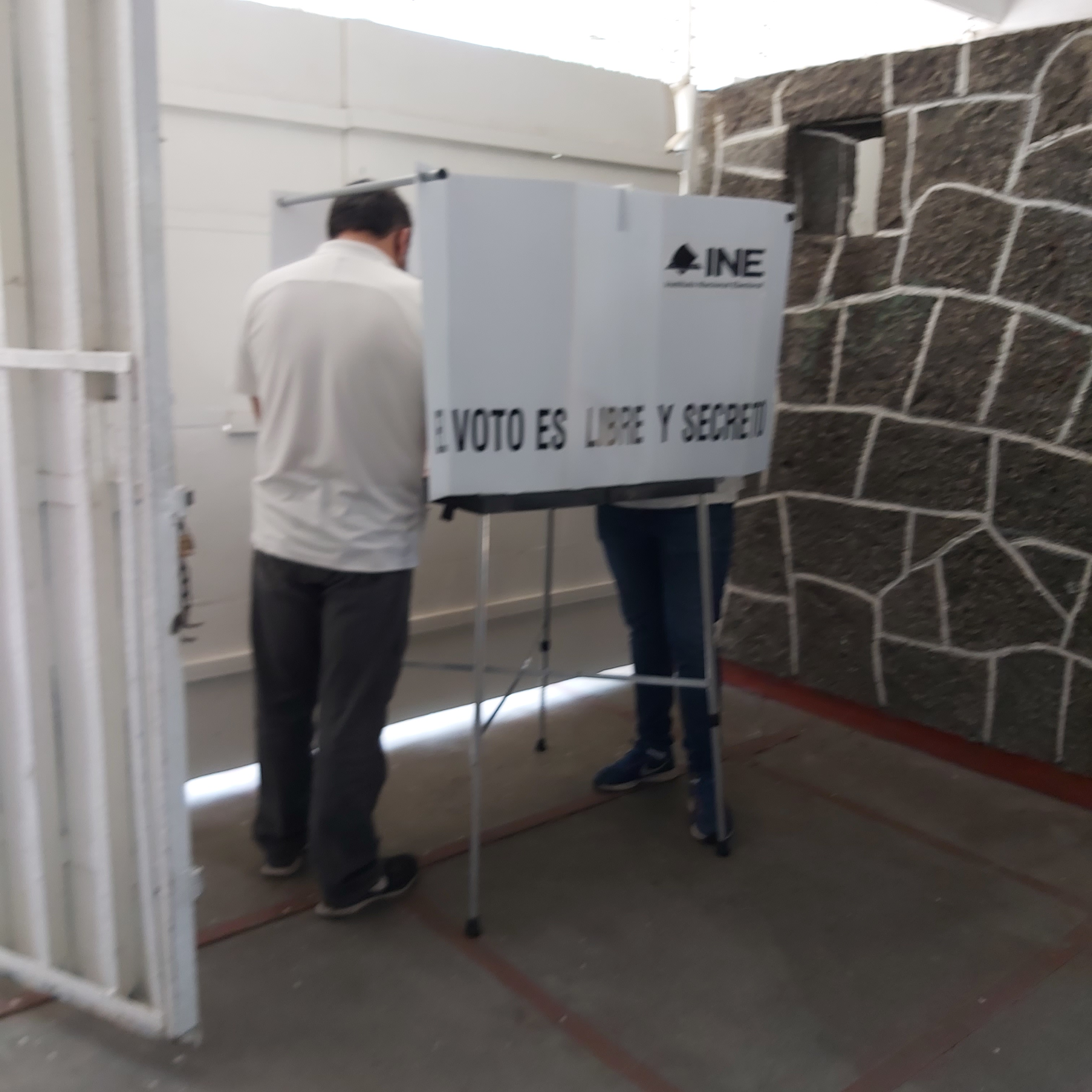
Hombre vota en una casilla.

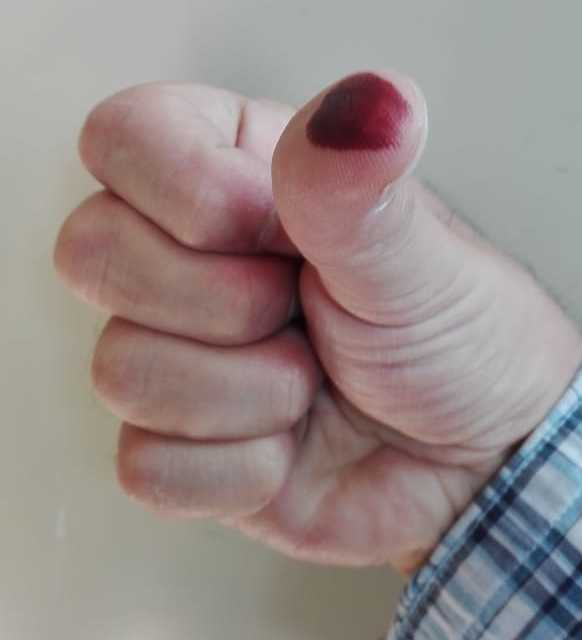
Dedo marcado con la tinta electoral.

México según la Constitución Política de los Estados Unidos Mexicanos es una república representativa, democrática, laica y federal. La máxima autoridad electoral del país es el Instituto Nacional Electoral, un órgano constitucional autónomo encargado de la celebración y conteo de votos en las elecciones, y de coordinarse con las entidades federativas para sus propias elecciones.  

## Niveles de elección
Hay dos tipos:
- Elecciones federales. Procesos a nivel nacional, en las que se eligen los cargos de presidente de la República, senadores, diputados federales y poder judicial federal.

- Elecciones locales. Procesos dentro de las entidades federativas, en las que se eligen los cargos de gobernador, poder judicial local, diputados locales y miembros de los ayuntamientos (en el caso de los estados) y de jefe de Gobierno, diputados locales y miembros de las alcaldías (en el caso de la Ciudad de México).

## Historia

### Elecciones indirectas
En México desde 1823 hasta 1916 las elecciones a nivel nacional fueron indirectas, es decir, se elegía un grupo que a su vez elegía a la persona en la que recaía el poder ejecutivo, cuya denominación oficial desde 1824 ha sido «Presidente de los Estados Unidos Mexicanos» por excepción breve periodo en el que se denominó «Presidente de la República».
Las leyes que registraron los mecanismos electorales fueron la Constitución de 1824 —vigente entre 1824 y 1836 y entre 1846 y 1857, las Siete Leyes —vigente entre 1836 y 1846—, la Constitución de 1857 —vigente entre 1857 y 1863 y entre 1863 y 1917—. En todo aquel periodo se realizaron un total de cuarenta elecciones ordinarias y cinco elecciones extraordinarios con este método.

### Elecciones directas
Desde la promulgación de la Constitución de 1917, actualmente vigente, las elecciones en México han sido directas. Venustiano Carranza fue el primer candidato elegido por este método. Hasta las elecciones federal de 2021 se han realizado treinta y dos elecciones nacionales desde 1917.
La elección de 1917 pretendía concluir el cuatrienio presidencial de 1916 a 1920. La elección de 1918 fue la elección legislativa para el bienio de 1918 a 1920. 
Como la presidencia duraba un cuatrienio y las legislaturas del Congreso de la Unión un bienio se realizaron sin excepción alguna elecciones federales cada dos años desde 1918 hasta 1934. En 1926 se realizó una reforma constitucional en la que el periodo presidencial se amplió de cuatro a seis años, por lo que en la elección federal de 1928 contempló el sexenio presidencial 1928-1934 (misma que tuvo que volverse a hacer como la elección extraordinaria de 1929 tras el asesinato del presidente electo Álvaro Obregón), razón por la que dos elecciones continuas intermedias (1930 y 1932). 
La elección de 1934 ajustó las legislaturas del Congreso de la Unión al sexenio presidencial, por lo que hizo coincidir una elección cada tres años en la que cada una fuera elegida la composición de la Cámara de Diputados (un trienio) y cada dos elecciones la presidencia y la composición del Senado (un sexenio). Desde 1934 se han realizado cada tres años sin falta alguna elecciones federales y no se ha vuelto a realizar ninguna otra elección federal extraordinaria.

#### Elecciones judiciales
Tras la promulgación de la reforma judicial de 2024, se comenzaron con los procesos de organización para la elección popular a nivel federal de personas impartidoras de justicia. El proceso es realizado por el Instituto Nacional Electoral.